# Euagathis chinensis
Euagathis chinensis är en stekelart som först beskrevs av Holmgren 1868.  Euagathis chinensis ingår i släktet Euagathis och familjen bracksteklar. Inga underarter finns listade i Catalogue of Life.